# Топографическая служба Вооружённых сил Российской Федерации
Военно-топографическое управление Генерального штаба Вооружённых сил Российской Федерации — формирование (специальная служба), специальные части и предприятия, предназначенные для выполнения геодезических, топографических и картографических работ и обеспе́чения войск (сил) топографическими картами, геодезическими данными и другими сведениями о местности на театрах военных действий.
Сокращённое наименование спецслужбы — ТС ВС России.

## История
Зарождение ТС вооружённых сил в России относится к началу XVIII века, когда из состава квартирмейстерских частей общевойсковых штабов выделялись отдельные офицеры (или группы), которым поручалось составление элементарных топографических документов (сбор сведений о местности, выполнение маршрутных съёмок и т. п.).
С 1764 по 1797 год, особый Генеральный штаб, созданный при Военной коллегии, занимался съёмками лагерей, укреплений, маршрутов и созданием карт.
В 1797 году было создано собственное Его императорского величества Депо карт, положившее начало Военно-топографическому депо Главного (Генерального) штаба русской армии.
В 1812 году оно было переименовано в Военное топографическое депо, руководившее с 1822 года Корпусом топографов (после 1866 года — Корпусом военных топографов). Этот орган центрального военного управления осуществлял контрольные функции в части, касающейся издания карт в императорской России, а также руководил проведением геодезических, топографических и картографических работ, осуществляемых в интересах ВС и государства, вплоть до 1918 года.
В 1822 году в Санкт-Петербурге создается Училище Топографов. С этого времени специалистов-топографов готовит данное учебное заведение.
Приказом по военному ведомству № 140 от 10 апреля (27 марта) 1913 до сведения армии доводилась дата установленного годового праздника для Корпуса военных топографов и военно-топографического отдела ГУ ГШ — 10 февраля в честь преподобного Ефрема Сирина.
До 1923 года военно-топографическая служба продолжала именоваться Корпусом военных топографов и подчинялась Военно-топографическому (правопреемнику Военно-топографического депо Русской императорской армии) управлению Всероглавштаба,
С 1918 по 1941 гг. Военно-топографическое управление претерпело ряд переименований:
- Военно-топографическое управление Всероглавштаба;
- Управление корпуса военных топографов (УКВТ) Штаба РККА;
- Военно-топографический отдел (управление) Штаба РККА (ГУ РККА);
- Управление военных топографов Штаба РККА;
- Отдел военно-топографической службы штаба РККА.

В Советской Армии ВС СССР,  ВТС СА — являлась частью штабной службы, имевшей свои органы в штабах соединений и оперативных объединений, а также специальные части и учреждения (топографические, аэрофототопографические и геодезические отряды, картографические фабрики и части, склады карт и т. п.), занимавшиеся главным образом подготовкой топографических карт и геодезических данных на территории вероятных театров военных действий (ТВД), топографической подготовкой войск и научно-исследовательской работой в области картографии, геодезии и аэросъёмки. В военное время важнейшей задачей ВТС СА ВС СССР являлось топографическое обеспечение боевых действий войск.
В 1991 году, была образована Военно-топографическая служба Вооружённых сил России, которая в 1992 году была преобразована в Топографическую службу Вооружённых сил Российской Федерации.
На основании приказа министра обороны № 395 от 9 ноября 2003 года «Об установлении даты проведения праздника Военно-топографического управления Генерального штаба ВС Российской Федерации» и в целях восстановления исторических традиций Топографической службы Вооружённых сил Российской Федерации был установлен годовой праздник Военно-топографического управления Генерального штаба - 8 февраля, то есть день преобразования Депо карт в Военное топографическое депо в 1812 году.

## Задачи
До реформы 2008 года Топографическая служба Вооружённых сил России решала задачи:
- Уточнение математических параметров земли;
- Создание мировой космической геодезической сети;
- Изготовление и своевременное обновление топографических карт;
- Обеспечение войск и служб топографическими и специальными картами;
- Оперативное обеспечение картами ТВД и учений;
- Взаимодействие с Роскартографией по вопросам создания карт.

## Состав
До реформы 2008 года Топографическая служба Вооружённых сил России включала:
- Военно-топографическое управление ГШ с подчинёнными частями;
- Топографические службы военных округов (армий и частей) по схеме:
  - Топогеодезический отряд;
  - Окружная часть;
  - Склад карт;
  - Топочасть армии.
- Топослужбы родов войск видов ВС России;
- Топослужбы силовых структур России.

В центральном подчинении ВТУ ГШ (в/ч 25951) находились воинские части:
- г. Москва (в/ч 63708, 31615)
- г. Санкт-Петербург (в/ч 63708-ф)
- г. Звенигород, Московская область (в/ч 73535, 47-й топогеодезический отряд[7])
- п. Большие Вяземы, Московская область (в/ч 67978)
- г. Ногинск, Московская область (в/ч 43651)
- г. Иркутск , Иркутская область (в/ч 34633)
- г. Санкт-Петербург (в/ч 42396)
- г. Верхняя Пышма, Свердловская область (в/ч 28949)
- г. Кореновск, Краснодарский край (в/ч 17908)
- г. Усолье-Сибирское, Иркутская область (в/ч 18032)
- г. Благовещенск, Амурская область (в/ч 29209)

## Военная техника
| Тип              | Изображение | Производство | Назначение                                                   | Количество | Примечания |
| ---------------- | ----------- | ------------ | ------------------------------------------------------------ | ---------- | ---------- |
| Апшеронск-2015   |             | Россия       | Комплекс программно-аппаратных средств                       | н/д        |            |
| Виолит-М         |             | Россия       | Комплекс геоинформационного моделирования                    | н/д        |            |
| Волынец          |             | Россия       | Топографическая система                                      | н/д        |            |
| Томпак           |             | Россия       | Подвижный навигационно-геодезический комплекс                | н/д        |            |
| ПНГК-1           |             | Россия       | Подвижный навигационно-геодезический комплекс                | 100+       |            |
| ПЦТС             |             | Россия       | Подвижный навигационно-геодезический комплекс                | н/д        |            |
| ПМТГК "Волонтёр" |             | Россия       | Подвижный многоцелевой топографо-геодезический комплекс      | н/д        |            |
| Интеграция-64    |             | Россия       | Геоинформационная система                                    | н/д        |            |
| Оператор         |             | Россия       | Геоинформационная система                                    | н/д        |            |
| Карта-2005       |             | Россия       | Геоинформационная система                                    | н/д        |            |
| АРМ-ЭК           |             | Россия       | Комплекс автоматизированных рабочих мест                     | 40+        |            |
| Орион            |             | Россия       | Аппаратура спутниковой навигации индивидуального пользования | н/д        |            |
| ЕАСО ГПИ         |             | Россия       | Система обеспечения геопространственной информацией          | н/д        |            |
| ПАК СО ЦПМ       |             | Россия       | Система обеспечения геопространственной информацией          | н/д        |            |

## Начальники

#### Начальники Корпуса военных топографов Российской императорской армии (с 1822 по 1917 гг.)
- генерал от инфантерии Ф. Ф. Шуберт (с 1822 по 1823 гг.);
- генерал-фельдмаршал И. И. Дибич-Забалканский (с 1823 по 1825 гг.);
- генерал-лейтенант А. А. Адеркас (с 1825 по 1826 гг.);
- генерал-лейтенант П. П. Сухтелен (с 1826 по 1826 гг.);
- генерал от инфантерии A. И. Нейдгардт (с 1830 по 1834 гг.);
- генерал от инфантерии Ф. Ф. Шуберт (с 1834 по 1843 гг.);
- генерал-фельдмаршал Ф. Ф. Берг (с 1843 по 1855 гг.);
- генерал от инфантерии В. К. Ливен (с 1855 по 1861 гг.);
- генерал от инфантерии А. И. Веригин (с 1861 по 1866 гг.);
- генерал-лейтенант И. Ф. Бларамберг (с 1856 по 1867 гг.);
- генерал от инфантерии Э. И. Форш (с 1867 по 1885 гг.);
- генерал от инфантерии И. И. Стебницкий (с 1885 по 1896 гг.);
- генерал от инфантерии О. Э. Штубендорф (с 1897 по 1903 гг.);
- генерал от инфантерии Н. Д. Артамонов (с 1903 по 1911 гг.);
- генерал от инфантерии И. И. Померанцев (с 1911 по 1917 гг.).

#### Начальники Топографической службы Вооружённых сил СССР и России (с 1918 г. по н.в.)
Топографическую службу Вооружённых сил, а одновременно и Военно-топографическое управление Генерального штаба возглавляли:
- военспец (генерал-майор) А. И. Аузан (с 1917 по 1921 гг.);
- военспец (полковник) О. Г. Дитц (с 1921 по 1923 гг.);
- военспец (подполковник) А. Д. Тарановский (с 1923 по 1924 гг.);
- А. И. Артанов (с 1924 по 1930 гг.);
- комдив И. Ф. Максимов (с 1930 по 1938 гг.);
- генерал-лейтенант технических войск М. К. Кудрявцев (с 1938 по 1968 гг.);
- генерал-лейтенант технических войск А. С. Николаев (с 1968 по 1974 гг.);
- генерал-полковник Б. Е. Бызов (с 1974 по 1989 гг.);
- генерал-лейтенант А. И. Лосев (с 1989 по 1992 гг.);
- генерал-лейтенант В. В. Хвостов (с 1992 по 2002 гг.);
- генерал-лейтенант В. Н. Филатов (с 2002 по 2008 гг.);
- генерал-майор С. А. Рыльцов (с 2008 по 2010 гг.);
- контр-адмирал С. В. Козлов (с 2010 по 2015 гг.);
- генерал-майор А. Н. Зализнюк (с 2015 г. по настоящее время).

## Галерея
- Нарукавный знак Военно-топографического училища образца 1997 года
- Петличная и погонная эмблема военнослужащих Топографической службы РККА и Вооружённых сил СССР
- Петличная и погонная эмблема военнослужащих Топографической службы Вооружённых сил Российской Федерации (c 1992 по 2009 гг.)
- Петличная и погонная эмблема военнослужащих Топографической службы Вооружённых сил Российской Федерации.
- Петличная и погонная эмблема военнослужащих Топографической службы Вооружённых сил Российской Федерации (с 2009 г.)
- Памятный знак «200 лет Военно-топографическому управлению Генерального штаба», учрежденный приказом Министра обороны Российской Федерации №2244 от 18.11.2011 г.